# Ivan Stambolić

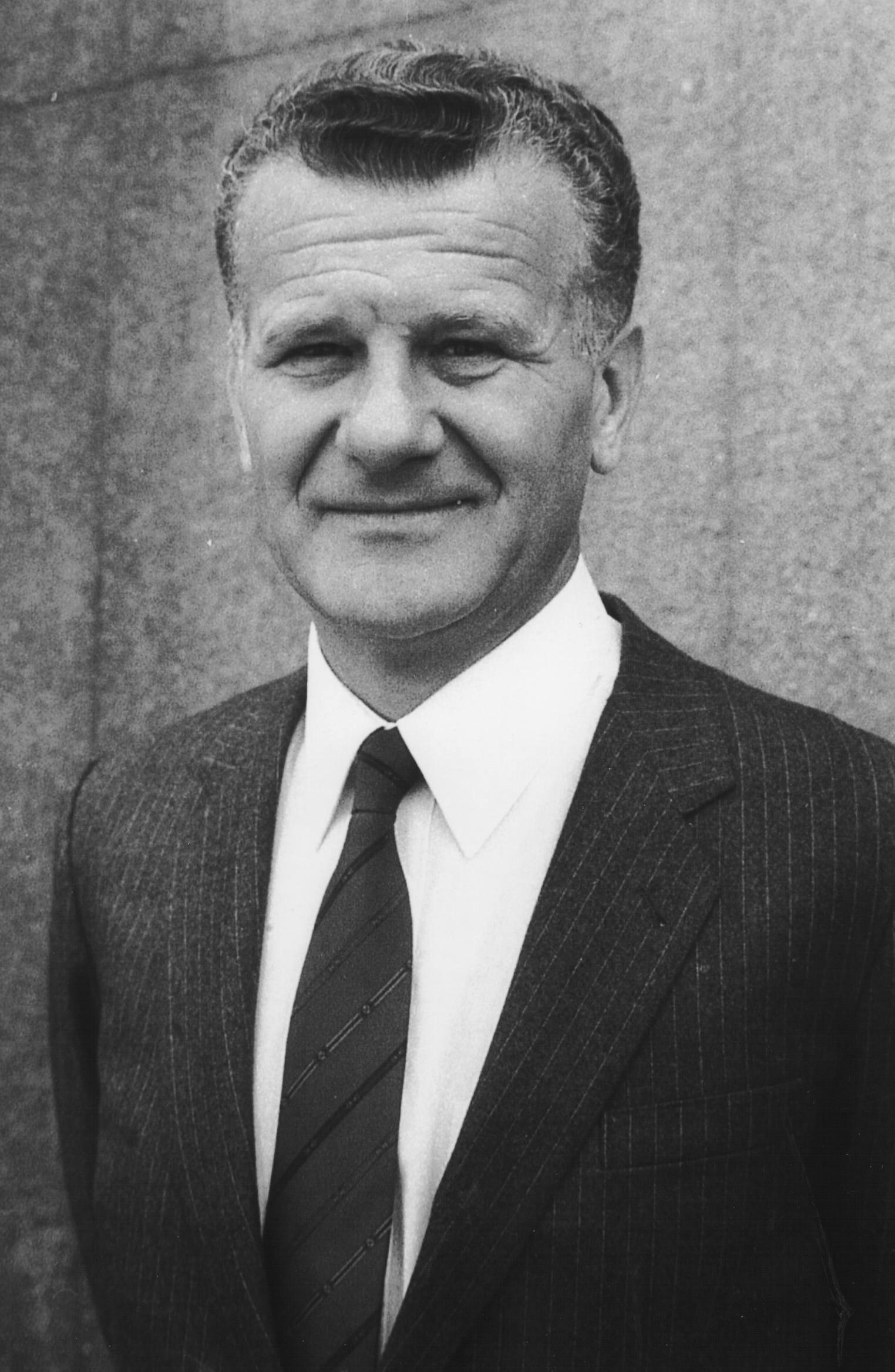
Ivan Stambolić (1986)

Ivan Stambolić (serbisch-kyrillisch Иван Стамболић; * 5. November 1936 in Brezova; † 25. August 2000 in Zmajevac (Fruška Gora) bei Novi Sad) war ein jugoslawischer Politiker. In den 1970er und 1980er Jahren war er unter anderem Ministerpräsident und später Präsident der Sozialistischen Republik Serbien sowie Parteivorsitzender des Bundes der Kommunisten Serbiens. Vor den Wahlen im September 2000 wurde der als einstiger Freund und späterer Rivale Slobodan Miloševićs geltende Stambolić von Mitgliedern der berüchtigten Sondereinheit „Rote Barette“ entführt und später ermordet.
Stambolić war seit seinen Studientagen mit dem späteren Präsidenten Slobodan Milošević befreundet. Beide erlangten hohe Positionen in der serbischen Wirtschaft und waren politisch aktiv. Stambolić wechselte als erster hauptamtlich in die Politik und war von 1975 bis 1979 Premierminister von Serbien. Ab 1982 war er Parteichef von Belgrad und ab 1984 der serbischen Teilrepublik. Die Spaltung von Milošević begann mit Stambolićs Übernahme des Präsidentenamtes von Serbien 1986. Milošević riss die Macht 1987 an sich, Stambolić wurde auf einen Direktorenposten abgeschoben. In den 1990er Jahren war er einer von wenigen prominenten Serben, die Schritte auf dem Weg einer Versöhnung mit den Kriegsgegnern im Balkankonflikt und der Demokratisierung Serbiens unternahmen.
Stambolić wurde am 25. August 2000 in der Nähe seines Wohnorts entführt. Zu diesem Zeitpunkt standen Präsidentschaftswahlen an, die Milošević zu gewinnen hoffte, die ihn aber stattdessen sein Amt und wenig später auch seine Freiheit kosten sollten. Stambolićs Leiche wurde erst im März 2003 entdeckt. Wenige Wochen zuvor war der Gewinner der Wahlen von 2001 und Nachfolger Miloševićs, Zoran Đinđić, einem Mordanschlag zum Opfer gefallen. Beide Taten werden Mitgliedern der Spezialeinheit „Rote Barette“ zugerechnet und sollen von Geheimdienst-Kreisen gedeckt worden sein. Hartnäckig hält sich der Vorwurf, Milošević selbst habe den Mord oder die Entführung angeordnet, eine entsprechende Anzeige wurde erstattet. Ein serbisches Gericht verurteilte für die Tat im Juli 2005 sieben Mitglieder der Einheit, darunter Milorad „Legija“ Luković und den verantwortlichen Geheimdienstchef Radomir Marković, zu Haftstrafen zwischen vier Jahren und lebenslang.